# Leave Them All Behind
«Leave Them All Behind» –en español: «Déjalos a todos atrás»– es una canción de la banda inglesa Ride lanzada como sencillo en febrero de 1992, un mes antes del lanzamiento del álbum Going Blank Again. Alcanzó el noveno lugar en las listas del Reino Unido, siendo el mayor éxito del grupo su historia, lo que fue confirmado por el quinto puesto alcanzado por el álbum.
NME ubicó al sencillo en puesto número 273 en la lista de las 500 mejores canciones de todos los tiempos.

## Lista de canciones
| CD CRESCD 123 |                                 |               |                                                 |                |          |  |
| N.º           | Título                          | Letras        | Música                                          | Vocalista      | Duración |  |
| 1.            | «Leave Them All Behind»         | Mark Gardener | Andy Bell, Loz Colbert, Gardener, Steve Queralt | Gardener, Bell | 8:17     |  |
| 2.            | «Chrome Waves» (single version) | Bell          | Bell                                            | Bell           | 3:54     |  |
| 3.            | «Grasshopper»                   |               | Bell, Colbert, Gardener, Queralt                |                | 10:57    |  |
| 23:08         |                                 |               |                                                 |                |          |  |

## Personal
- Mark Gardener: voz principal, voces, guitarra rítmica
- Andy Bell: voz principal, voces, guitarra solista
- Steve Queralt: bajo
- Laurence "Loz" Colbert: batería, percusión
- Alan Moulder: producción, mezcla
- Jock Sturges: fotografía[3]

## Posición en las listas
| Año  | País           | Lista            | Posición | Semanas en lista |
| ---- | -------------- | ---------------- | -------- | ---------------- |
| 1992 | Reino Unido    | UK Singles Chart | 9        | 3                |
| 1992 | Estados Unidos | U.S. Modern Rock | 20       | 7                |